# کهنه زووند
کهنه زووند (به ترکی آذربایجانی: Köhnə Zuvənd) یک منطقه مسکونی در جمهوری آذربایجان است که در شهرستان ماساللی واقع شده است. کهنه زووند ۶۲۵ نفر جمعیت دارد.